# Vitalij Razdajev
Vitalij Alexandrovič Razdajev (rusky Виталий Александрович Раздаев; * 13. října 1946 Anžero-Sudžensk) je bývalý sovětský a ruský fotbalista, trenér, rozhodčí, činovník a lokální politik za stranu Jednotné Rusko (Kemerovská oblast). Od roku 1979 je Mistrem sportu SSSR. Jeho starší bratr Vladimir Razdajev je také bývalým prvoligovým fotbalistou, rozhodčím a činovníkem.

## Hráčská kariéra
Začínal a do svých 17 let nastupoval v rodném Anžero-Sudžensku za Mašinostroitěl. V roce 1964 přestoupil do Chimiku Kemerovo (později Kuzbass Kemerovo), kde strávil většinu kariéry. Během ZVS v Sovětské armádě hrál za SKA Novosibirsk a v nejvyšší sovětské soutěži za CSKA Moskva. Z Moskvy se vrátil do Kemerova, kde působil až do roku 1988. Závěr kariéry strávil jako hrající trenér Volgy Kalinin (nyní Tver).
Je rekordmanem v počtu branek ve druhé nejvyšší sovětské soutěži (216).

### Ligová bilance
| Ročník                     | Zápasy | Góly | Klub                |
| -------------------------- | ------ | ---- | ------------------- |
| III. liga 1964 (Klass B)   | 3      | 0    | FK Chimik Kemerovo  |
| III. liga 1965 (Klass B)   | 24     | 1    | FK Chimik Kemerovo  |
| II. liga 1966 (Klass A)    | 22     | 2    | SKA Novosibirsk     |
| II. liga 1967 (Klass A)    | 21     | 11   | SKA Novosibirsk     |
| I. liga 1967               | 12     | 5    | CSKA Moskva         |
| I. liga 1968               | 21     | 3    | CSKA Moskva         |
| II. liga 1969 (Klass A)    | 30     | 21   | FK Kuzbass Kemerovo |
| III. liga 1970             | 39     | 21   | FK Kuzbass Kemerovo |
| II. liga 1971              | 42     | 24   | FK Kuzbass Kemerovo |
| III. liga 1972             | 40     | 41   | FK Kuzbass Kemerovo |
| II. liga 1973              | 36     | 17   | FK Kuzbass Kemerovo |
| II. liga 1974              | 35     | 18   | FK Kuzbass Kemerovo |
| II. liga 1975              | 34     | 6    | FK Kuzbass Kemerovo |
| II. liga 1976              | 38     | 19   | FK Kuzbass Kemerovo |
| II. liga 1977              | 37     | 19   | FK Kuzbass Kemerovo |
| II. liga 1978              | 36     | 14   | FK Kuzbass Kemerovo |
| II. liga 1979              | 35     | 10   | FK Kuzbass Kemerovo |
| II. liga 1980              | 44     | 21   | FK Kuzbass Kemerovo |
| II. liga 1981              | 46     | 13   | FK Kuzbass Kemerovo |
| III. liga 1982             | 30     | 25   | FK Kuzbass Kemerovo |
| II. liga 1983              | 41     | 22   | FK Kuzbass Kemerovo |
| II. liga 1984              | 34     | 10   | FK Kuzbass Kemerovo |
| II. liga 1985              | 36     | 15   | FK Kuzbass Kemerovo |
| II. liga 1986              | 38     | 5    | FK Kuzbass Kemerovo |
| II. liga 1987              | 17     | 2    | FK Kuzbass Kemerovo |
| II. liga 1988              | 5      | 1    | FK Kuzbass Kemerovo |
| III. liga 1989             | 34     | 14   | FK Volga Kalinin    |
| IV. liga 1990              | 10     | 2    | FK Volga Kalinin    |
| CELKEM I. LIGA             | 33     | 8    |                     |
| CELKEM II. LIGA            | 554    | 216  |                     |
| CELKEM II. LIGA (Klass A)  | 73     | 34   |                     |
| CELKEM III. LIGA           | 143    | 101  |                     |
| CELKEM III. LIGA (Klass B) | 27     | 1    |                     |
| CELKEM IV. LIGA            | 10     | 2    |                     |